# Chelidoperca santosi
Chelidoperca santosi là một loài cá biển thuộc chi Chelidoperca trong họ Cá mú. Loài này được mô tả lần đầu tiên vào năm 2015, được đặt theo tên của Mudjekeewis Santos, đến từ Viện Nghiên cứu và Phát triển Thủy sản Quốc gia ở Manila, đồng nghiệp cũng như cộng sự của các tác giả, người đã giúp đỡ họ trong việc tìm kiếm loài mới này. Tên thường gọi của C. santosi trong tiếng Tagalog có nghĩa là "đẹp đẽ", ám chỉ màu sắc tươi sáng của nó.

## Phân bố và môi trường sống
C. santosi có phạm vi phân bố nhỏ hẹp ở Tây Thái Bình Dương. Loài này chỉ được tìm thấy tại Philippines ở độ sâu khoảng 146 m. Không có thông tin về môi trường sống của loài này.

## Mô tả
Mẫu vật lớn nhất dùng để mô tả C. santosi có chiều dài cơ thể đo được là 8,4 cm. Cơ thể thuôn dài. Đầu và thân có màu hồng hơi ửng đỏ. Mõm có 4 đốm đen nhỏ: 2 trước mắt và 2 trên cằm. Vây bụng màu trắng với vệt màu vàng trên tia giữa. Vây lưng và vây hậu môn màu trắng với các hàng đốm vàng. Vây đuôi có gốc màu hồng; phần còn lại của vây trắng với các hàng đốm vàng.
Số gai ở vây lưng: 10 (gai thứ 3 dài nhất); Số tia vây mềm ở vây lưng: 10 (tia thứ 10 dài nhất); Số gai ở vây hậu môn: 3 (gai thứ 3 dài nhất); Số tia vây mềm ở vây hậu môn: 6 (tia thứ 6 dài nhất); Số gai ở vây bụng: 1; Số tia vây mềm ở vây bụng: 5; Số tia vây mềm ở vây ngực: 16; Số lược mang: 20 - 22; Số đốt sống: 24.
Thức ăn của C. santosi có lẽ là các loài động vật giáp xác và sinh vật phù du.